# Seneca (Oregon)
Seneca est une ville américaine située dans le comté de Grant en Oregon. En 2010 sa population était de 199 habitants.